# Rubén Colón Tarrats

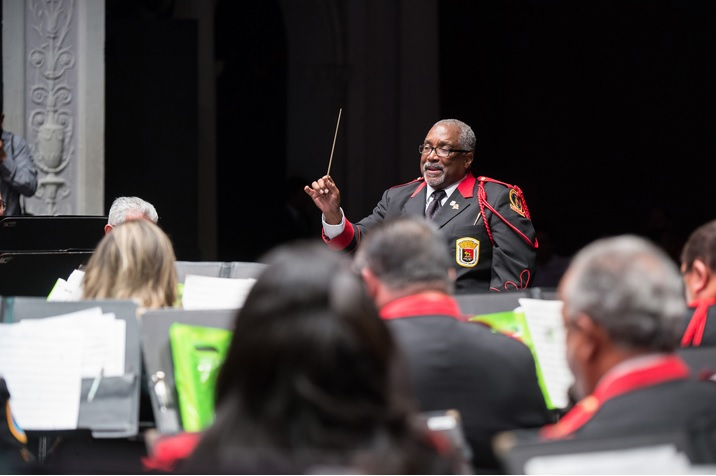
Maestro Rubén Colón Tarrats

El maestro Rubén Colón Tarrats, nació en Nueva York, el 9 de marzo de 1940. Hijo de Isaac Colón y Luz Tarrats, Puertorriqueños con residencia permanente en Puerto Rico, pero con domicilio temporero en Nueva York. Desde muy temprana edad y hasta el día de hoy reside en Ponce, Puerto Rico.  Inició sus estudios musicales en la Escuela Libre de Música de esta ciudad bajo la tutela de Emilio Alvarado, Rafael Franco y Librado Net, con quienes aprendió teoría y solfeo, clarinete y banda.  Durante sus años de estudio en la Universidad Interamericana de San Germán, estudió técnica vocal y piano, dirección coral, canto, composición y armonía contemporánea, clarinete, contrabajo y piano. Formó parte, además, del coro universitario y perteneció a los Interamerican Concert Singers, destacándose como primer bajo. Fue nombrado director asociado de dicha agrupación, con la cual viajó alrededor del Caribe, la región de Nueva Inglaterra y el estado de Nueva York.

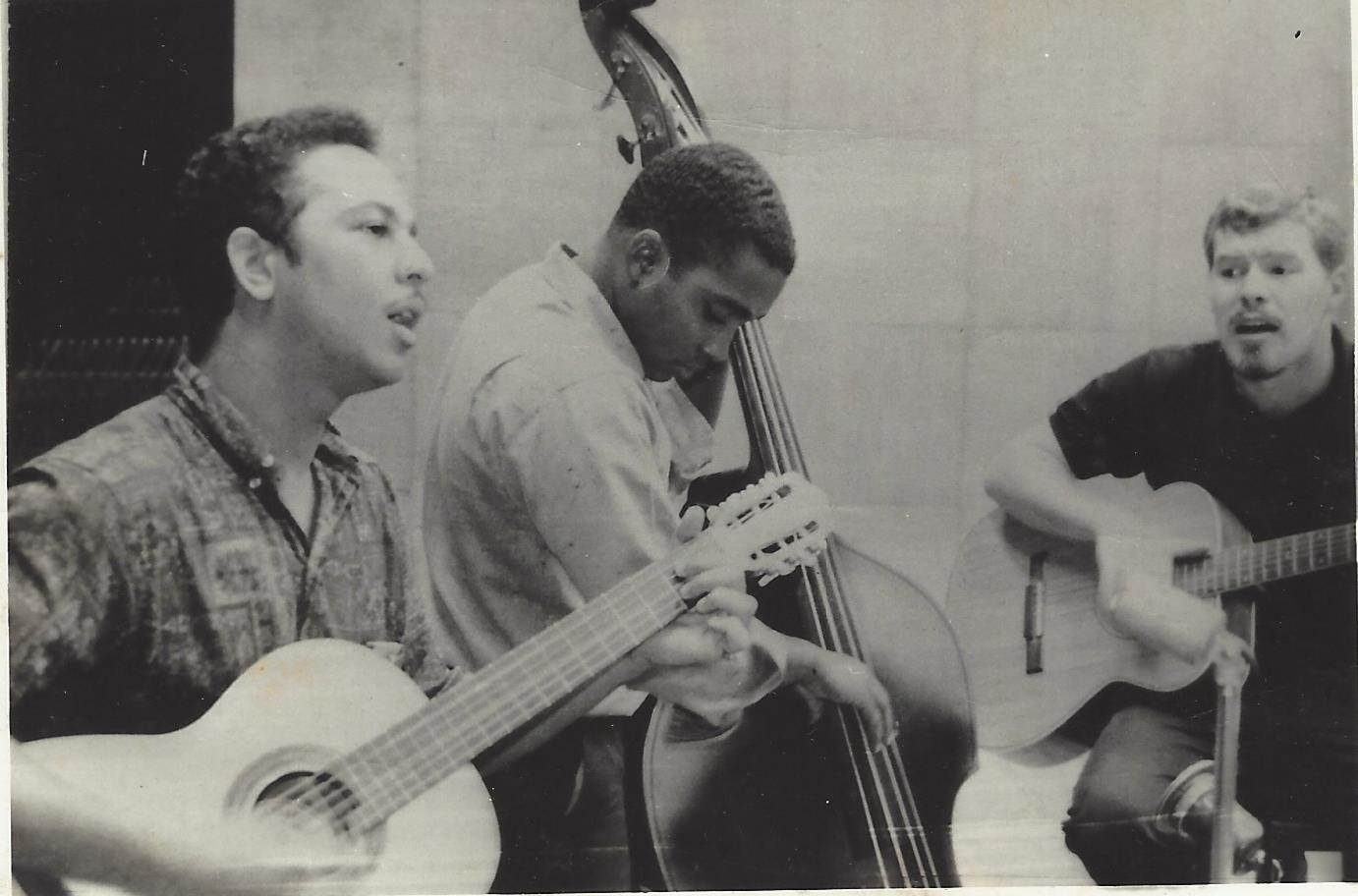
Prof. Colón Tarrats, en "The Casual Trio"

Entre 1963 y 1965 cursó estudios graduados en música en Temple University, donde desarrolló destrezas musicales adicionales al cuidado de los doctores David L. Stone , Caroll y Page (armonía, composición, morfología, dirección y arreglo coral). Además, integró el Coro de Ópera y de Concierto de dicha universidad.  En el 1965 regresa a Puerto Rico, donde fungió por varios años como Maestro de Música y Director Coral de Escuelas Superiores de Ponce en el Departamento de Instrucción Pública.  Al regresar a la isla fundó también el Octeto de Ponce e ingresó a la Vocal Instrumental Ars Nova y a la Coral Polifónica de Ponce.
Entre 1980-1981 fungió como facultativo fundador y maestro de Coro y Teoría y Solfeo en el Instituto de Música Juan Morel Campos en Ponce. En el 1983 y hasta 1999 asume la dirección de la Coral Polifónica de Ponce. En 1993 bajo su dirección, la Coral Polifónica de Ponce se presentó en el Festival Coral America Cantat, en Mar del Plata, Argentina y en el 1999, en la prestigiosa sala de conciertos del Carnegie Hall, en Nueva York
Entre 1993-1994 fue director del Coro de la Universidad Interamericana de Ponce y entre 1994-1995, presidente de la Asociación Puertorriqueña de Directores Corales. En el 1994 se une a la facultad de la Pontificia Universidad Católica de Puerto Rico (PUCPR) y asume la dirección del Coro, el cual dirige magistralmente hasta el momento. Bajo su dirección musical y la producción de la PUCPR, el coro también logró realizar el primer DVD de música coral navideña de la PUCPR.  
Otros proyectos realizados en la institución incluyen, pero no se limitan, a la colaboración con el Taller de Teatro de la PUCPR, Luis Torres Nadal, en la producción de la obra “Diario de Ana Frank”, para la cual compuso varias obras corales interpretadas en escena por el coro bajo su dirección musical. En el 2003 fue nombrado director de la legendaria Banda Municipal de Ponce, por el fenecido alcalde Hon. Rafael “Churumba” Cordero Santiago la cual dirigió hasta noviembre de 2013. Desde el 2006 al presente, ha trabajado como cofundador y organizador del Festival Internacional de Coros “Descubre a Puerto Rico y su Música Coral” que se celebra anualmente en la ciudad de Ponce. Además, en el 2009 en colaboración con el Municipio Autónomo de Ponce funda la Coral Municipal de Ponce, la cual dirigió hasta el 2013.

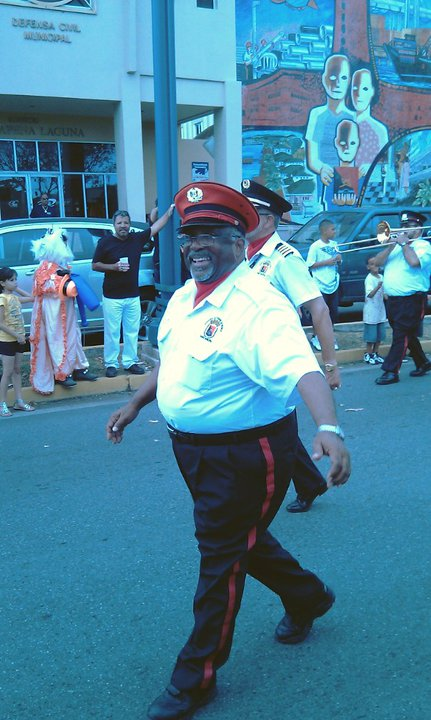
Carnaval Ponceño 2011

En el 2009, fue invitado por la Embajada estadounidense del Departamento de Estado de los Estados Unidos en la vecina isla, República Dominicana, para dictar cursos sobre Dirección Coral y Manejo de Partituras en la Universidad Autónoma de Santo Domingo.

Durante su larga trayectoria musical se ha distinguido por ser un gran compositor y arreglista coral siendo su obra cumbre, según él mismo lo describe, Fantasía de Navidad, su primera obra del género del teatro musical, estrenada en 1986. Entre sus obras originales para coro mixto están también: Cantares Navideños (recopilación, adaptación y composición de temas variados de Navidad), Padre Nuestro, Guakia Baba (obra coral de plegaria taína basada en un trabajo imaginativo de Cayetano Coll y Toste), Shema Yisrael, Salmo 46, Dios mi Dios, Pueblo de Israel (compuesta para la obra teatral Ana Frank, terror y esperanza), Adonai Roi, Oración de San Francisco, Regalo de Reyes, Ruiseñor, Navidad Borincana, Plegaria de Navidad, Tributo Musical a Puerto Rico (tema oficial del Festival Coral Internacional Descubre a Puerto Rico y su Música Coral), entre otros.

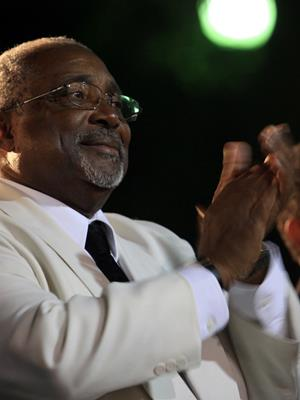
Festival Internacional de Coros “Descubre a Puerto Rico y su Música Coral

  Ha hecho alrededor de 200 versiones corales, siendo muchas de ellas piezas del folclor puertorriqueño, entre las que se destacan las del compositor Rafael Hernández, tales como: El Cumbanchero, Silencio, Capullito de Alelí, Preciosa, Lamento Borincano, Romance y Ahora seremos felices.
Luego de su retiro como director de la Centenaria Banda Municipal de Ponce y la Coral Municipal de Ponce, El municipio de Ponce y la Hon. Maria “Mayita” Meléndez Altieri le rinden un homenaje. “El emotivo encuentro se llevó a cabo el pasado domingo, 10 de noviembre en el mismo escenario que pisó incontables veces para ejercer su rol como director de la centenaria Banda Municipal de Ponce y la Coral Polifónica.” (Torres Guzman, S.)   El 13 de diciembre de 2013 fue reconocido por el Municipio de Ponce como Ponceño Ilustre y su nombre fue incluido como tal en el Parque del Tricentenario de la Ciudad Señorial, de Ponce.